# ويلسون كاربينتيرو
ويلسون كاربينتيرو (بالإسبانية: Wilson Carpintero) (15 سبتمبر 1977 في كولومبيا - ) هو لاعب كرة قدم كولومبي في مركز الهجوم. شارك مع منتخب كولومبيا لكرة القدم. أما مع النوادي، فقد لعب مع أتلتيكو جونيور وإنديبندينتي ميديلين وإنديبنديينتي سانتا في وديبورتيس كوينديو وديبورتيفو باستو ونادي كاراكاس ونادي ميلوناريوس ونادي إنفيغادو ولا إكويداد ‏ وPatriotas Boyacá ‏ وكوكوتا ديبورتيفو ‏ وأتليتيكو بوكارامانغا.

## وصلات خارجية
- ويلسون كاربينتيرو على موقع قاعدة بيانات كرة القدم.إي يو (الإنجليزية)
- ويلسون كاربينتيرو على موقع ناشيونال فوتبول تيمز (الإنجليزية)
- ويلسون كاربينتيرو على موقع Soccerway.com (الإنجليزية)